# Selección de fútbol playa de Colombia
La selección de fútbol playa de Colombia es el representante de Colombia en las competiciones internacionales de fútbol playa y depende de la Federación Colombiana de Fútbol, el órgano rector del fútbol en Colombia.

## Estadísticas

### Copa Mundial de Fútbol Playa FIFA
| Copa Mundial de Fútbol Playa FIFA | Copa Mundial de Fútbol Playa FIFA | Copa Mundial de Fútbol Playa FIFA | Copa Mundial de Fútbol Playa FIFA | Copa Mundial de Fútbol Playa FIFA | Copa Mundial de Fútbol Playa FIFA | Copa Mundial de Fútbol Playa FIFA | Copa Mundial de Fútbol Playa FIFA |
| Año                               | Ronda                             | J                                 | G                                 | G+                                | P                                 | GF                                | GC                                |
| --------------------------------- | --------------------------------- | --------------------------------- | --------------------------------- | --------------------------------- | --------------------------------- | --------------------------------- | --------------------------------- |
| 2005                              | No participó                      | No participó                      | No participó                      | No participó                      | No participó                      | No participó                      | No participó                      |
| 2006                              | No participó                      | No participó                      | No participó                      | No participó                      | No participó                      | No participó                      | No participó                      |
| 2007                              | No participó                      | No participó                      | No participó                      | No participó                      | No participó                      | No participó                      | No participó                      |
| 2008                              | No participó                      | No participó                      | No participó                      | No participó                      | No participó                      | No participó                      | No participó                      |
| 2009                              | No participó                      | No participó                      | No participó                      | No participó                      | No participó                      | No participó                      | No participó                      |
| 2011                              | No clasificó                      | No clasificó                      | No clasificó                      | No clasificó                      | No clasificó                      | No clasificó                      | No clasificó                      |
| 2013                              | No clasificó                      | No clasificó                      | No clasificó                      | No clasificó                      | No clasificó                      | No clasificó                      | No clasificó                      |
| 2015                              | No clasificó                      | No clasificó                      | No clasificó                      | No clasificó                      | No clasificó                      | No clasificó                      | No clasificó                      |
| 2017                              | No clasificó                      | No clasificó                      | No clasificó                      | No clasificó                      | No clasificó                      | No clasificó                      | No clasificó                      |
| 2019                              | No clasificó                      | No clasificó                      | No clasificó                      | No clasificó                      | No clasificó                      | No clasificó                      | No clasificó                      |
| 2021                              | No clasificó                      | No clasificó                      | No clasificó                      | No clasificó                      | No clasificó                      | No clasificó                      | No clasificó                      |
| 2024                              | Fase de grupos                    | 3                                 | 0                                 | 0                                 | 3                                 | 6                                 | 12                                |
| 2025                              | No clasificó                      | No clasificó                      | No clasificó                      | No clasificó                      | No clasificó                      | No clasificó                      | No clasificó                      |
| Total                             | 1/13                              | 3                                 | 0                                 | 0                                 | 3                                 | 6                                 | 12                                |

### Campeonato de Fútbol Playa de Conmebol
| Campeonato de Fútbol Playa de Conmebol | Campeonato de Fútbol Playa de Conmebol | Campeonato de Fútbol Playa de Conmebol | Campeonato de Fútbol Playa de Conmebol | Campeonato de Fútbol Playa de Conmebol | Campeonato de Fútbol Playa de Conmebol | Campeonato de Fútbol Playa de Conmebol | Campeonato de Fútbol Playa de Conmebol |
| Año                                    | Ronda                                  | J                                      | G                                      | G+                                     | P                                      | GF                                     | GC                                     |
| -------------------------------------- | -------------------------------------- | -------------------------------------- | -------------------------------------- | -------------------------------------- | -------------------------------------- | -------------------------------------- | -------------------------------------- |
| 2006                                   | No participó                           | No participó                           | No participó                           | No participó                           | No participó                           | No participó                           | No participó                           |
| 2008                                   | No participó                           | No participó                           | No participó                           | No participó                           | No participó                           | No participó                           | No participó                           |
| 2009                                   | No participó                           | No participó                           | No participó                           | No participó                           | No participó                           | No participó                           | No participó                           |
| 2011                                   | Cuarto lugar                           | 5                                      | 1                                      | 1                                      | 3                                      | 16                                     | 20                                     |
| 2013                                   | Séptimo lugar                          | 6                                      | 3                                      | 0                                      | 3                                      | 19                                     | 24                                     |
| 2015                                   | Octavo lugar                           | 6                                      | 0                                      | 1                                      | 5                                      | 17                                     | 30                                     |
| 2017                                   | Sexto lugar                            | 6                                      | 2                                      | 0                                      | 4                                      | 30                                     | 32                                     |
| 2019                                   | Sexto lugar                            | 5                                      | 2                                      | 0                                      | 3                                      | 29                                     | 31                                     |
| 2021                                   | Cuarto lugar                           | 6                                      | 3                                      | 0                                      | 3                                      | 17                                     | 18                                     |
| Total                                  | 6/9                                    | 34                                     | 11                                     | 2                                      | 21                                     | 128                                    | 155                                    |

En 2023 la competencia quedó oficialmente extinta luego de que la conmebol haya anunciado que la copa América que se venía disputando paralelamente a esta competición desde 2016 pasaría a servir como clasificatoria al mundial;

### Copa América de Fútbol Playa
| Copa América de Fútbol Playa | Copa América de Fútbol Playa | Copa América de Fútbol Playa | Copa América de Fútbol Playa | Copa América de Fútbol Playa | Copa América de Fútbol Playa | Copa América de Fútbol Playa | Copa América de Fútbol Playa |
| Año                          | Ronda                        | J                            | G                            | G+                           | P                            | GF                           | GC                           |
| ---------------------------- | ---------------------------- | ---------------------------- | ---------------------------- | ---------------------------- | ---------------------------- | ---------------------------- | ---------------------------- |
| 2016                         | Octavo lugar                 | 5                            | 2                            | 0                            | 3                            | 16                           | 20                           |
| 2018                         | Noveno lugar                 | 5                            | 0                            | 1                            | 4                            | 18                           | 25                           |
| 2022                         | Octavo lugar                 | 5                            | 0                            | 2                            | 3                            | 12                           | 23                           |
| 2023                         | Tercer lugar                 | 6                            | 4                            | 0                            | 2                            | 21                           | 16                           |
| 2025                         | Cuarto lugar                 | 6                            | 3                            | 0                            | 3                            | 27                           | 26                           |
| Total                        | 5/5                          | 27                           | 9                            | 3                            | 15                           | 94                           | 110                          |

### Juegos Suramericanos
| Año   | Resultado    | PJ           | PG           | PG+          | PGPE         | D            | GF           | GC           | DG           |
| ----- | ------------ | ------------ | ------------ | ------------ | ------------ | ------------ | ------------ | ------------ | ------------ |
| 2022  | No participó | No participó | No participó | No participó | No participó | No participó | No participó | No participó | No participó |
| Total | 0/1          |              |              |              |              |              |              |              |              |

### Juegos Sudamericanos de Playa
| Año   | Resultado | PJ | PG | PG+ | PGPE | D  | GF | GC | DG  |
| ----- | --------- | -- | -- | --- | ---- | -- | -- | -- | --- |
| 2009  | 4º        | 5  | 1  | 0   | 0    | 4  | 12 | 30 | –18 |
| 2011  | 5º        | 3  | 1  | 0   | 0    | 2  | 10 | 10 | 0   |
| 2014  | 5º        | 5  | 2  | 0   | 0    | 3  | 12 | 18 | –6  |
| 2019  | 3º        | 5  | 3  | 0   | 0    | 2  | 26 | 24 | +2  |
| 2023  | 2º        | 4  | 0  | 0   | 0    | 0  | 0  | 0  | +0  |
| Total | 4/4       | 18 | 7  | 0   | 0    | 11 | 60 | 82 | –22 |

### Juegos Bolivarianos de Playa
| Año   | Resultado    | PJ           | PG           | PG+          | PGPE         | D            | GF           | GC           | DG           |
| ----- | ------------ | ------------ | ------------ | ------------ | ------------ | ------------ | ------------ | ------------ | ------------ |
| 2012  | 8º           | 3            | 1            | 0            | 1            | 1            | 8            | 10           | –2           |
| 2014  | No participó | No participó | No participó | No participó | No participó | No participó | No participó | No participó | No participó |
| 2016  | No participó | No participó | No participó | No participó | No participó | No participó | No participó | No participó | No participó |
| 2019  | No Celebrado | No Celebrado | No Celebrado | No Celebrado | No Celebrado | No Celebrado | No Celebrado | No Celebrado | No Celebrado |
| Total | 1/3          | 3            | 1            | 0            | 1            | 1            | 8            | 10           | –2           |

### Juegos Centroamericanos y del Caribe
| Año   | Resultado | PJ | PG | PG+ | PGPE | D | GF | GC | DG |
| ----- | --------- | -- | -- | --- | ---- | - | -- | -- | -- |
| 2023  | 1º        | 5  | 5  | 0   | 0    | 0 | 31 | 16 | 15 |
| Total | 1/1       | 5  | 5  | 0   | 0    | 0 | 31 | 16 | 15 |

### Juegos Centroamericanos y del Caribe Mar y Playa 2022
| Juegos Centroamericanos y del Caribe Mar y Playa 2022 | Juegos Centroamericanos y del Caribe Mar y Playa 2022 | Juegos Centroamericanos y del Caribe Mar y Playa 2022 | Juegos Centroamericanos y del Caribe Mar y Playa 2022 | Juegos Centroamericanos y del Caribe Mar y Playa 2022 | Juegos Centroamericanos y del Caribe Mar y Playa 2022 | Juegos Centroamericanos y del Caribe Mar y Playa 2022 | Juegos Centroamericanos y del Caribe Mar y Playa 2022 | Juegos Centroamericanos y del Caribe Mar y Playa 2022 | Juegos Centroamericanos y del Caribe Mar y Playa 2022 |
| Año                                                   | Resultado                                             | Pos                                                   | Pld                                                   | W                                                     | W+                                                    | L                                                     | GF                                                    | GA                                                    | GD                                                    |
| ----------------------------------------------------- | ----------------------------------------------------- | ----------------------------------------------------- | ----------------------------------------------------- | ----------------------------------------------------- | ----------------------------------------------------- | ----------------------------------------------------- | ----------------------------------------------------- | ----------------------------------------------------- | ----------------------------------------------------- |
| 2022                                                  | Quinto Lugar                                          | 5th                                                   | 4                                                     | 1                                                     | 0                                                     | 3                                                     | 14                                                    | 14                                                    | 0                                                     |
| Total                                                 | 0 titles                                              | 1/1                                                   | 4                                                     | 1                                                     | 0                                                     | 3                                                     | 14                                                    | 14                                                    | 0                                                     |

### Juegos Mundiales de Playa
| Año   | Resultado    | PJ           | PG           | PG+          | PGPE         | D            | GF           | GC           | DG           |
| ----- | ------------ | ------------ | ------------ | ------------ | ------------ | ------------ | ------------ | ------------ | ------------ |
| 2019  | No participó | No participó | No participó | No participó | No participó | No participó | No participó | No participó | No participó |
| 2023  | No Celebrado | No Celebrado | No Celebrado | No Celebrado | No Celebrado | No Celebrado | No Celebrado | No Celebrado | No Celebrado |
| Total | 0/1          |              |              |              |              |              |              |              |              |

## Última convocatoria
- Jugadores convocados para la Copa América de Fútbol Playa 2023.[1]

## Palmarés

### Torneos oficiales
| Competición                          | Campeón  | Subcampeón | Tercer lugar | Cuarto lugar |
| ------------------------------------ | -------- | ---------- | ------------ | ------------ |
| Juegos Centroamericanos y del Caribe | 1 (2023) |            |              |              |

- Tercer puesto en Copa América de Fútbol Playa 2023
- Tercer puesto en Juegos Sudamericanos de Playa de 2019

### Torneos amistosos
- Acapulco Beach Soccer Cup 2023[2]